# Леньковский сельсовет (Алтайский край)
Леньковский сельсовет — муниципальное образование со статусом сельского поселения и административно-территориальное образование в Благовещенском районе Алтайского края России. Административный центр — село Леньки.

## Население
| 1997  | 1998  | 1999  | 2000  | 2001  | 2002  |
| ----- | ----- | ----- | ----- | ----- | ----- |
| 4420  | ↘4365 | ↘4280 | ↘4261 | ↗4332 | ↘4273 |
| 2003  | 2004  | 2005  | 2006  | 2007  | 2008  |
| ↘4059 | ↘4051 | ↘3961 | ↘3946 | ↘3854 | ↘3745 |
| 2009  | 2010  | 2011  | 2012  | 2013  | 2014  |
| ↘3733 | ↘3445 | ↘3431 | ↘3406 | ↘3326 | ↘3275 |
| 2015  | 2016  | 2017  | 2018  | 2019  | 2020  |
| ↘3192 | ↘3141 | ↘3071 | ↘3062 | ↘2972 | ↘2939 |
| 2021  |       |       |       |       |       |
| ↘2893 |       |       |       |       |       |

По результатам Всероссийской переписи населения 2010 года, численность населения муниципального образования составила 3445 человек, в том числе 1613 мужчин и 1832 женщины. Оценка Росстата на 1 января 2012 года — 3406 человек.

## Населённые пункты
В состав сельского поселения входит 2 населённых пункта:
- село Дмитриевка,
- село Леньки.